# В'язівський дендропарк
В'я́зівський дендропарк — дендрологічний парк місцевого значення в Україні. Розташований у межах Жовківського району Львівської області, при східній околиці села В'язова. 
Площа 1 га. Статус присвоєно згідно з рішенням Львівської облради від 12.03.2019 року № 815. Перебуває у віданні ДП «Жовківське лісове господарство» (В'язівське лісництво, кв. 10, вид. 19). 
Статус присвоєно з метою збереження дендропарку, створеного на території контори В'язівського лісництва. Зростає близько 167 видів деревних рослин (природний ареал: Карпати, Центральна і Північна Америка, Центральна та Південна Японія), серед яких тюльпанне дерево американське, айва японська, сакура тощо. Дендропарк використовується з науковою та освітньою метою, організовуються екскурсії для школярів.